# Ringo 5.1: The Surround Sound Collection
Albums de Ringo Starr
Liverpool 8
(2008) Ringo Starr and His All Starr Band Live 2006
(2008)
Ringo 5.1: The Surround Sound Collection est un DVD-audio de Ringo Starr. Les chansons que l'on y retrouve proviennent des albums Ringo Rama et Choose Love. Il a été nommé aux Grammy pour le "Meilleur Son Surround".

## Titres

### Disque 1
1. Fading in and Fading Out
2. Never Without You - Avec Eric Clapton
3. Choose Love
4. Imagine Me There – Avec Charlie Haden
5. Oh My Lord - Avec Billy Preston
6. Memphis in Your Mind – Avec Timothy B. Schmidt
7. Give Me Back the Beat
8. Love First, Ask Questions Later
9. Don't Hang Up - Avec Chrissie Hynde
10. Eye to Eye
11. Some People
12. Elizabeth Reigns – Avec Van Dyke Parks

### Disque 2
- Le deuxième disque est un DVD Audio en son Dolby Digital, DTS & DVD-Audio (MLP) 5.1. On y retrouve la pièce I Really Love Her, qui à l'origine, était une chanson cachée à la fin de l'album Ringo Rama.
- "Fading in and Fading Out"
- "Never Without You" – Avec Eric Clapton
- "Choose Love"
- "Imagine Me There" – Avec Charlie Haden
- "Oh My Lord" – Avec Billy Preston
- "Memphis in Your Mind" – Avec Timothy B. Schmidt
- "Give Me Back the Beat"
- "Love First, Ask Questions Later"
- "Some People"
- "Don't Hang Up" – Avec Chrissie Hynde
- "Eye to Eye"
- "Elizabeth Reigns" – Avec Van Dyke Parks
- "I Really Love Her" – Joué par Ringo seul